# Aggeusz (imię)
Aggeusz – imię męskie, biblijne, z hebrajskiego Haggai, 'urodzony w święto', zatem odpowiadałoby to łacińskiemu Dominicus czy greckiemu Kyriakós (świąteczny lub urodzony w święto). Imię to nosił jeden z proroków mniejszych w Biblii.
Aggeusz imieniny obchodzi 4 lipca, jako wspólne wspomnienie św. proroka ze św. Ozeaszem.
Aggeusz w innych językach: 
- (ros.) Аггей[3].

Zobacz też:
- (7137) Ageo